# Johan Ulmgren
Johan Walerius Ulmgren, född 21 juli 1808 i Vadstena, död 23 september 1894 i Örebro, var en svensk apotekare. Han var far till Otto Ulmgren.

## Biografi
Johan Ulmgren var son till apotekaren Nils Johan Ulmgren och Anna Margaretha Lindberg. Efter läroverksstudier i Örebro blev han apotekselev 1823 och avlade farmacie studiosiexamen 1827 samt apotekarexamen 1830. Han var därefter anställd på apoteket Hjorten i Örebro, som han arrenderade 1836–1841 och innehade 1841–1861. 1839 inrättade han vid Adolfsbergs hälsobrunn strax söder om Örebro en karlsbaderbrunn, som 1841–1843 var förlagd till Örebro och därefter åter vid Adolfsberg. Han sålde brunnen 1850. Ulmgren var i Örebro en mångbetrodd kommunalman, som tillhörde stadsfullmäktige 1863–1868 och länets lasarettsdirektion 1868–1872 samt därjämte bland annat var ledamot av kyrkorådet och efter 1854 års stora brand av kommittéer för ny brand- och byggnadsordning och för gatureglering. På hans initiativ infördes gasbelysning i Örebro, och han var därefter ordförande i gasverksstyrelsen.